# Isla Maravilla
Isla Maravilla era una isla del archipiélago de San Bernardo, ubicada en el mar Caribe. El archipiélago de San Bernardo está bajo jurisdicción del distrito de Cartagena de Indias, en Colombia. Se encuentra en las coordenadas geográficas 09°44′57″N 75°52′48″O / 9.74917, -75.88000 al sur de la Isla Tintipán, al este de isla Palma y Bajo el Palmar, y al norte de la Isla Ceycén y el Bajo Caribana.
Esta isla desapareció totalmente a comienzos de los años 90 debido a la erosión no controlada.
Hoy es visitado como lugar para hacer snorkeling por locales y turistas.